# VP dešimtukas
VP dešimtukas (Vilniaus prekybos dešimtukas, dt. 'Zehn von Vilniusser Handel') war eine Gruppe der Unternehmer in Vilnius, Litauen. Der Leader war Nerijus Numavičius (* 1967). Die Gruppe gründete den größten litauischen Konzern „Vilniaus prekyba“.

## Geschichte
Die Anfänge von „VP dešimtukas“ liegen in der Sowjetzeit, als sich eine aktive Gruppe der Studenten an der Fakultät für Medizin der Universität Vilnius versammelte. Die Clique bildeten Nerijus Numavičius, Ignas Staškevičius (* 1970), Brüder Žilvinas Marcinkevičius (* 1967) und Gintaras Marcinkevičius (* 1969). Später kamen die Brüder von Nerijus Julius Numavičius (* 1973) und Vladas Numavičius (* 1974), Marcinkevičius-Bruder Mindaugas Marcinkevičius (* 1971), der den ehemaligen Klassenfreund Mindaugas Bagdonavičius (* 1970) einlud. Danach kam Renatas Vaitkevičius (* 1962), der das „VP Market“-Geschäft aufbaute (UAB Maxima LT-„Vater“).
Nach der litauischen Unabhängigkeit von der Sowjetunion durfte man legal die Privatgeschäfte entwickeln. Das waren die Zeiten der Privatisierung. Die neun Jungunternehmer investierten in die Immobilien, Bau und Wertpapiere. Sie begannen mit den Wohnungen zu handeln. Danach kauften sie die sog. „Investitionschecks“ auf, die damals für die Privatisierung in Litauen notwendig waren. Sie nahmen an den Auktionen teil und kauften verschiedene Objekte. Sie beteiligten sich an der Privatisierung und erwarben Geschäftslokale, in erster Linie, um sie als Immobilien Gewinn bringend weiter veräußern zu können. 1992 kauften sie den Alkoholhandelsladen (im Savanorių-Prospekt) und wollten die Räume als Immobilie verkaufen. Das gelingt aber nicht. Der Laden blieb bei den Unternehmern die längere Zeit. Sie begannen zu handeln. 1994 entstand der Name „Vilniaus prekyba“, als die 7 Geschäfte in Vilnius nach der Reorganisation zusammengeschlossen wurden. So entstand eine Handelskette, die später zu „VP Market“ (jetzt „Maxima LT“) wurde.
Am 5. März wurde das Unternehmen registriert und als Holding erst Dezember 2004 nach der Reorganisation der verwalteten Geschäfte (Unternehmen) formalisiert.
Die neun Gründungsmitglieder waren Eigentümer des Konzerns. 2006 schloss sich dieser Gruppe der Finanzier und Bankmanager Darius Nedzinskas (* 1973) an. Die Gruppe der Unternehmer wurde seitdem als „VP dešimtukas“ genannt. Die Gruppe erwarb „Vakarų skirstomieji tinklai“.
2007 entschied die Gruppe das Atomkraftwerk zu bauen. Konservatoren-Regierung entschied „Leo LT“ zu reorganisieren und liquidieren. „NDX energija“ bekam die Kompensation von 680 Mio. Litas (200 Mio. Euro) für das Austreten und den Verkauf von AB VST. Projekt „Leo LT“ war ein Fehler der Unternehmer. Wegen des Projekts gab es Streitigkeiten in der Gruppe. Ab dem 4. August 2008 trat vom Post des Konzern-Vizepräsidenten Žilvinas Marcinkevičius, Initiator der Entwicklung der LEO LT, aus und emigrierte aus Litauen. 2009 erlitt die Unternehmergruppe die Krise. Darius Nedzinskas und Renatas Vaitkevičius (mit dem Verkauf seiner Aktien und Rückzug vom Vorstand Mai 2011) schieden aus. Julius Numavičius emigrierte in die USA. Er investierte in die Geschäfte und Apotheken in Florida, Texas und South Carolina. Zu dieser Zeit verlangt Julius Numavičius 30 Mio. Litas (ca. 9 Mio. Euro) von seinem Bruder Nerijus und Anfechtung der Schenkungsverträge der Aktien gerichtlich.
2013 Aktionäre des Konzerns waren 7 Personen: Nerijus Numavičius, Žilvinas Marcinkevičius, Mindaugas Marcinkevičius, Ignas Staškevičius, Gintaras Marcinkevičius, Mindaugas Bagdonavičius und Vladas Numavičius.